# Cersanit
Cersanit — польська фірма з виробництва керамічних виробів і сантехнічного устаткування. З 2012 по 2017 рік вона називалася Rovese S.A. Штаб-квартира розташована в місті Кельцях, Польща. Є найбільшим європейським виробником керамічних виробів і сантехнічного устаткування. Акціонером компанії є Міхал Соловов. Назва фірми «Cersanit» утворена від з'єднання перших складів двох слів: ceramika sanitarna (санітарна кераміка), виробництво якої є основним напрямком діяльності фірми.
Фірма є одним з виробників з польським капіталом на європейському ринку, основною продукцією підприємства є товари для ванної кімнати (керамічні плитки, санфаянс, меблі для ванної кімнати, душові кабіни, акрилові ванни, унітази, піддони та ін), в 1998 році акції компанії почали котируватись на Варшавській фондовій біржі. Продукція експортується до  України, Литви, Латвії, Естонії, Чехії, Словаччини, Угорщини, Румунії, Болгарії, Німеччини, Франції, Великої Британії, Ірландії, Швеції, Данії, Казахстану.

## Cersanit в Україні
Наприкінці вересня 2009-го року відбулося урочисте відкриття фабрики компанії Cersanit в місті Звягель Житомирської області. Серед гостей, запрошених на відриття, був Президент України Віктор Ющенко.
Найбільший в Житомирській області інвестиційний проект, вартістю 120 мільйонів євро, компанія Cersanit почала реалізувати у 2006 році. З введенням в експлуатацію всіх виробничих потужностей завод випускатиме близько 12 мільйонів квадратних метрів керамічної плитки та 2 мільйони сантехнічних виробів, що становитиме чверть українського ринку цієї продукції.
Весь технологічний процес на підприємстві автоматизований. Для якнайшвидшого оволодіння необхідними виробничими навичками та передачі їх працівникам, керівники основних виробничих підрозділів пройшли навчання у Польщі.
1 червня 2017 року назву компанії було перереєстровано на Cersanit S.A. FTF Galleon S.A. стала її єдиним акціонером, а протягом 2018 року - люксембурзька компанія Black Forest Sicav-SIF Societe Anonyme. 31 січня 2020 року відбулося придбання та злиття з Cersanit S.A. компаній, що раніше входили до складу Групи Cersanit: Opoczno I Sp. z o.o. в Опочно, Cersanit II S.A. в Стараховіце, Cersanit III S.A. в Валбжиху та Cersanit IV Sp. z o.o. в Красниставі.